# Międzynarodowa organizacja rządowa
Międzynarodowa organizacja rządowa (ang. International Governmental Organizatons – IGOs) – związek przynajmniej trzech państw powoływany umową międzynarodową w celu realizacji celów statutowych. Podstawy prawne ich funkcjonowania stanowi prawo międzynarodowe.

## Podmiotowość prawnomiędzynarodowa
Organizacje międzyrządowe posiadają podmiotowość prawnomiędzynarodową. Umożliwia im to zawieranie umów międzynarodowych, bycie stroną przed międzynarodowymi organami sprawiedliwości, uczestnictwo w konferencjach międzynarodowych oraz utrzymywania stosunków zbliżonych do stosunków dyplomatycznych. Podmiotowość prawnomiędzynarodowa organizacji rządowych nie jest jednak pełna – ograniczona jest treścią umów międzynarodowych oraz statusem tych organizacji względem państw – państwa dysponują bowiem własnym terytorium i ludnością. Najszerszy zakres podmiotowości przysługuje Organizacji Narodów Zjednoczonych. Została ona stwierdzona w opinii doradczej MTS-u w sprawie hrabiego Bernadotte – zaznaczono jednocześnie, że podmioty prawa niekoniecznie są identyczne, jeśli chodzi o ich charakter i zakres uprawnień.

## Klasyfikacja i liczebność
Poniższa klasyfikacja wraz z przykładami organizacji międzynarodowych opiera się na klasyfikacji dokonanej przez Yearbook of International Organization w 2000 roku (dane z okresu 1999-2000):
- Konwencjonalne organizacje rządowe – 263
  - federacje organizacji międzynarodowych – 1 – Organizacja Narodów Zjednoczonych
  - organizacje o członkostwie uniwersalnym – 34 – np. Organizacje wyspecjalizowane ONZ
  - organizacje międzykontynentalne – 37 – np. Międzynarodowe Biuro Wystaw Światowych, Biuro Rolne Narodów Wspólnoty
  - organizacje regionalne o ograniczonym członkostwie – 191 – np. Rada Europy
- Pozostałe organizacje międzyrządowe – 1823
  - organizacje wydzielające się lub półautonomiczne – 725 – np. Konferencja Narodów Zjednoczonych ds. Handlu i Rozwoju
  - organizacje specjalistyczne – 706 – np. Zorganizowany Globalny System Usług
  - organizacje narodowe zorientowane międzynarodowo – 59 – np. część wspólnych przedsięwzięć w ramach dawnej RWPG
  - organizacje nieaktywne lub rozwiązywane – 333